# Орнела (Белуно)
Орнела (итал. Ornella) је насеље у Италији у округу Белуно, региону Венето.
Према процени из 2011. у насељу је живело 67 становника. Насеље се налази на надморској висини од 1429 м.